# Theraphosa stirmi

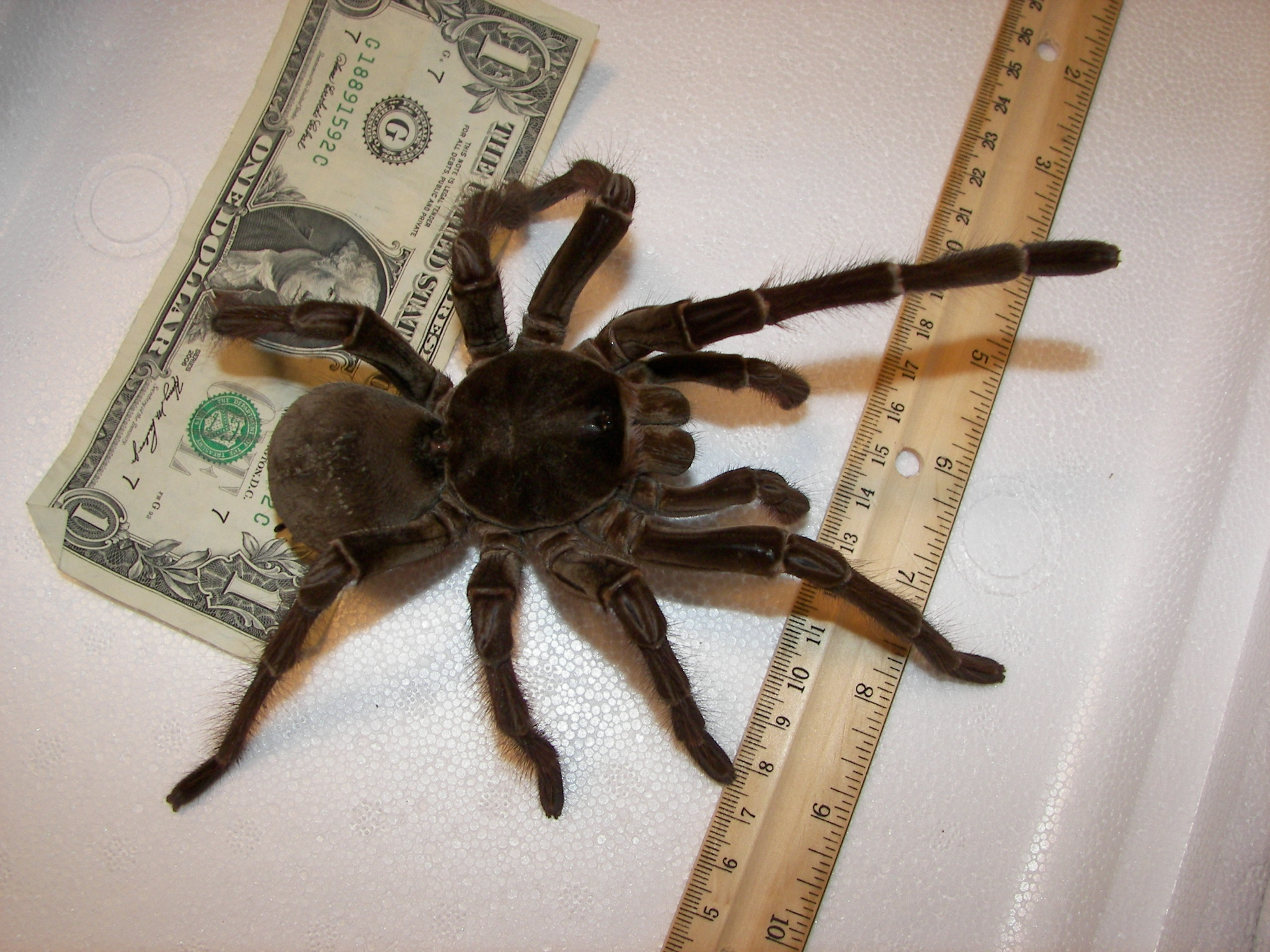
Weibchen von Theraphosa stirmi im Größenvergleich

Theraphosa stirmi ist eine von drei Arten aus der Gattung Theraphosa. Sie zählt zu den größten Spinnen, wurde aber erst im Jahr 2010 beschrieben.

## Verbreitung
Theraphosa stirmi kommt im tropischen Südamerika in Guyana und Surinam vor.

## Größe und Aussehen
Weibchen erreichen eine Größe von 10 bis 12 cm. Männchen werden ähnlich groß und unterscheiden sich im adulten Stadium kaum in der Färbung und Beinspannweite, sind aber deutlich schlanker gebaut. Die Spinne hat ein braunes Haarkleid. Die Kräftigkeit der Farben variiert zwischen rostbraun und dunkelbraun bis fast schwarz. An den Beinen der Spinne zeichnen sich schwach weiße Striche ab.
Unterschiede zu Theraphosa blondi
Theraphosa stirmi wird oft mit Theraphosa blondi verwechselt. Theraphosa stirmi fehlen lange Haare auf der Oberseite der Patella und Tibia sowie auf der Unterseite des Femurs. Die Spermatheken der Weibchen lassen sich unterscheiden. Bei den männlichen Exemplaren von Theraphosa stirmi fehlen die Tibiaapophyse (Schienenbeinhaken), was sie von Theraphosa apophysis unterscheidet.

## Verhalten
Als Versteck gräbt Theraphosa stirmi lange Röhren unter der Oberfläche oder nutzt verlassene Nagetierbauten oder Hohlräume im Wurzelgeflecht von Bäumen. Sie ist dämmerungs- und nachtaktiv.
Sie zählt zu den aggressiven Arten: Bei Gefahr verteidigt sie sich mit dem Abstreifen von Brennhaaren auf ihrem Abdomen, die auf der Haut, vor allem aber in den Augen und Schleimhäuten einen starken Juckreiz verursachen. Seltener beißt sie zur Abwehr mit den bis zu 2,5 cm langen Cheliceren zu. Der Biss wird als schmerzhaft geschildert, ist aber harmlos, und die Giftwirkung ist gering.

### Ernährung
In Gefangenschaft werden Nacktmäuse, Nacktratten, große Heuschrecken, Schaben, Grillen und Heimchen gefressen.

### Lebenserwartung
Die Tiere können in Gefangenschaft 12 Jahre alt werden.

## Schutz
Theraphosa stirmi ist nicht durch internationale Abkommen geschützt. Da die Art bei Terrarianern beliebt ist, die Nachzucht in Gefangenschaft aber nur recht selten gelingt, ist der Preis für Nachzuchten hoch.